# MobileMe
MobileMe (бренд iTools між 2000 і 2002 роками; . Mac до 2008 року) — це набір онлайн -сервісів і програмного забезпечення, що на основі підписки припинено компанією Apple Inc. Усі служби були поступово переведені на безкоштовний iCloud, який зрештою замінив його, а MobileMe припинив свою роботу 30 червня 2012 року, а перенесення в iCloud було доступним до 31 липня 2012 року або дані були доступні для завантаження до цієї дати, коли сайт остаточно закрився. повністю. Того дня всі дані було видалено, а адреси електронної пошти облікових записів, не перенесених в iCloud, позначено як невикористані.
Спочатку запущений 5 січня 2000 року як iTools, безкоштовна колекція Інтернет-сервісів для користувачів Mac OS 9, Apple перезапустила як . Mac 17 липня 2002 року, коли він став послугою платної підписки, розробленою в основному для користувачів Mac OS X. 9 липня 2008 року Apple знову запустила службу як MobileMe, тепер орієнтована на користувачів Mac OS X, Microsoft Windows, iPhone та iPod Touch .
24 лютого 2011 року Apple припинила пропонувати MobileMe у своїх роздрібних магазинах, а пізніше й у торгових посередників.  Нові підписки також були припинені. 12 жовтня 2011 року Apple запустила iCloud, щоб замінити MobileMe для нових користувачів, і поточні користувачі мали доступ до 30 червня 2012 року, коли послуга була припинена.

## Послуги
iTools і . Mac були розроблені в основному для надання послуг Інтернету для власників Mac . Усі учасники iTools і . Mac отримав адресу електронної пошти @mac.com, яка показує послуги, пов’язані з обладнанням Mac. Проте з випуском iPhone 3G у 2008 році перейменована служба MobileMe почала надавати Інтернет-послуги для OS X, iOS і Windows . Учасникам MobileMe було надано адресу електронної пошти @me.com (хоча користувачі поточної адреси електронної пошти @mac.com також могли продовжувати використовувати її, причому обидва домени були взаємозамінними з одним і тим же обліковим записом електронної пошти), також більше не були обмежені ОС програмне забезпечення X, таке як Mail і iCal, і вони могли отримати доступ до особистих даних з будь-якого комп’ютера, підключеного до Інтернету, за допомогою веб-інтерфейсу на me.com або ряду підтримуваних програм, включаючи Microsoft Outlook, якщо користувач використовував версію 2003 або новішу. . Підтримка Apple для MobileMe була доступна через чат і телефон (останній лише для користувачів із США/Канади).

### Резервне копіювання
Резервне копіювання — це утиліта резервного копіювання, створена Apple для Mac OS X. Він був доступний через MobileMe від Apple (раніше . Mac ) колекція Інтернет- сервісів. Для створення безпечних архівних копій важливих файлів і папок можна використовувати резервне копіювання або з мобільним iDisk MobileMe iDisk користувача, або з приводом CD-RW або DVD-R Macintosh . З випуском iCloud резервне копіювання більше не доступне, а з випуском macOS Sierra воно більше не працює. 
Початкові версії Backup вважалися малофункціональними та часто нестабільними. Однак 5 листопада 2003 року Apple випустила Backup 2.0, який додав нові функції та запропонував більшу надійність, ніж його попередники. 
Хоча Backup 2 дозволяв створювати архівні копії важливих даних, загалом він мав лише базовий набір функцій для програмного забезпечення резервного копіювання . 
Apple представила Backup 3 на Paris Expo 20 вересня 2005 року разом з іншими оновленнями до . Мак. Ця версія пропонувала більше параметрів резервного копіювання, наприклад можливість резервного копіювання поштових баз даних. 
На Всесвітній конференції розробників 2006 року Apple оголосила про розробку Time Machine, нової програми для резервного копіювання, яка включена в Mac OS X v10.5 "Leopard". Time Machine — це повне рішення для резервного копіювання, тому воно може повністю замінити резервне копіювання як загальне рішення для резервного копіювання для більшості користувачів Mac. 